# عبد الله بن شوذب
عبد الله بن شوذب، أبو عبد الرحمن الخراساني، من أئمة الحديث وهو ثقة، ولد سنة ست وثمانين، أصله خراساني، سكن البصرة، وانتقل إلى الشام، وسكن بيت المقدس، وقدم دمشق وسمع بها، قال كثير بن الوليد: كنت إذا رأيت ابن شوذب، ذكرت الملائكة. توفي ابن شوذب في سنة ست وخمسين ومائة.

## أخباره
قال ابن شوذب : يقول الله عز وجل: ما أنصفني ابن آدم، يدعوني فأستحي منه، ويعصيني ولا يستحيي مني.
قال ابن شوذب: كنا عند مكحول ومعنا سليمان بن موسى، فجاء رجل فاستطال على سليمان، وسليمان ساكت، فجاء أخ لسليمان فرد عليه. فقال مكحول: لقد ذل من لا سفيه له.
قال ابن شوذب: كان بمكة رجل يطعم الطعام. قال: فشكته قريش إلى هشيم قالوا: يزدري بنا، قال: فنهاه هشيم أن يطعم إلا في جفنة واحدة. قال: فأخذ جفنة شبه السفينة، فكان يطعم الناس فيها الحيس والتمر بمنى، وكان يجلس في صدرها، فكلما نفذ أمدهم بالحيس والتمر. قال: فمررت مع أيوب السختياني عليه، فنظر إليه، فجعل يدعو له ويعجب بفعاله.

## روايته للحديث النبوي
حدث عن: الحسن البصري وابن سيرين ومكحول ومطر الوراق وأبي التياح وثابت البناني والمنذر بن مالك وجماعة.
وعنه: ابن المبارك وضمرة بن ربيعة والوليد بن مزيد العذري وأيوب بن سويد ومحمد بن كثير الصنعاني وعدة.

## أقوال العلماء فيه
الجرح والتعديل
- قال أبو محمد بن حزم الظاهري: مجهول.
- قال أحمد بن حنبل: لا أعلم به بأس، ومرة: لا أعلم إلا خيرا، ومرة: من أهل بلخ نزل البصرة فسمع بها الحديث وتفقه ثم انتقل إلى الشام فأقام بها وكان من الثقات
- قال أحمد بن شعيب النسائي: ثقة.
- قال أحمد بن صالح الجيلي: وثقه.
- قال ابن أبي حاتم الرازي: لا بأس به، روى عن الحسن، وثابت البناني، وأبي التياح، وعقيل بن طلحة، روى عنه ابن المبارك، وأبو إسحاق الفزاري، وضمرة بن ربيعة، وعيسى بن يونس، وأيوب بن سويد.
- قال ابن حجر العسقلاني: صدوق عابد.
- قال الذهبي: وثقه جماعة، وكان إذا رئي ذكرت الملائكة.
- قال سفيان الثوري: من ثقات مشايخنا.
- قال كثير بن الوليد: كنت إذا رأيت ابن شوذب ذكرت الملائكة.
- قال محمد بن عبد الله بن نمير: ثقة.
- قال محمد بن عمار الموصلي: ثقة.
- قال مصنفوا تحرير تقريب التهذيب: ثقة.
- قال يحيى بن معين: ثقة.
- قال يعقوب بن سفيان الفسوي: كان من الثقات.